# Nyírfatapló
A nyírfatapló vagy nyírfa-kérgestapló (Fomitopsis betulina) az Agaricomycetes osztályának taplóalkatúak (Polyporales) rendjébe, ezen belül a Fomitopsidaceae családba tartozó faj.

## Rendszertani eltérés
Korábban ezt a gombafajt a Piptoporus nemzetségbe sorolták Piptoporus betulinus név alatt, azonban az újabb molekuláris filogenetikus vizsgálatok után a kutatók megtudták, hogy közelebbi rokonságban áll a Fomitopsis-fajokkal, emiatt át lett helyezve ebbe a gombanemzetségbe.

## Előfordulása
A nyírfatapló előfordulási területe Eurázsia és Észak-Amerika, ilyen módon az északi félgömbön széles körben elterjedt, és mindenütt gyakori, ahol nyírfák nőnek.

## Megjelenése

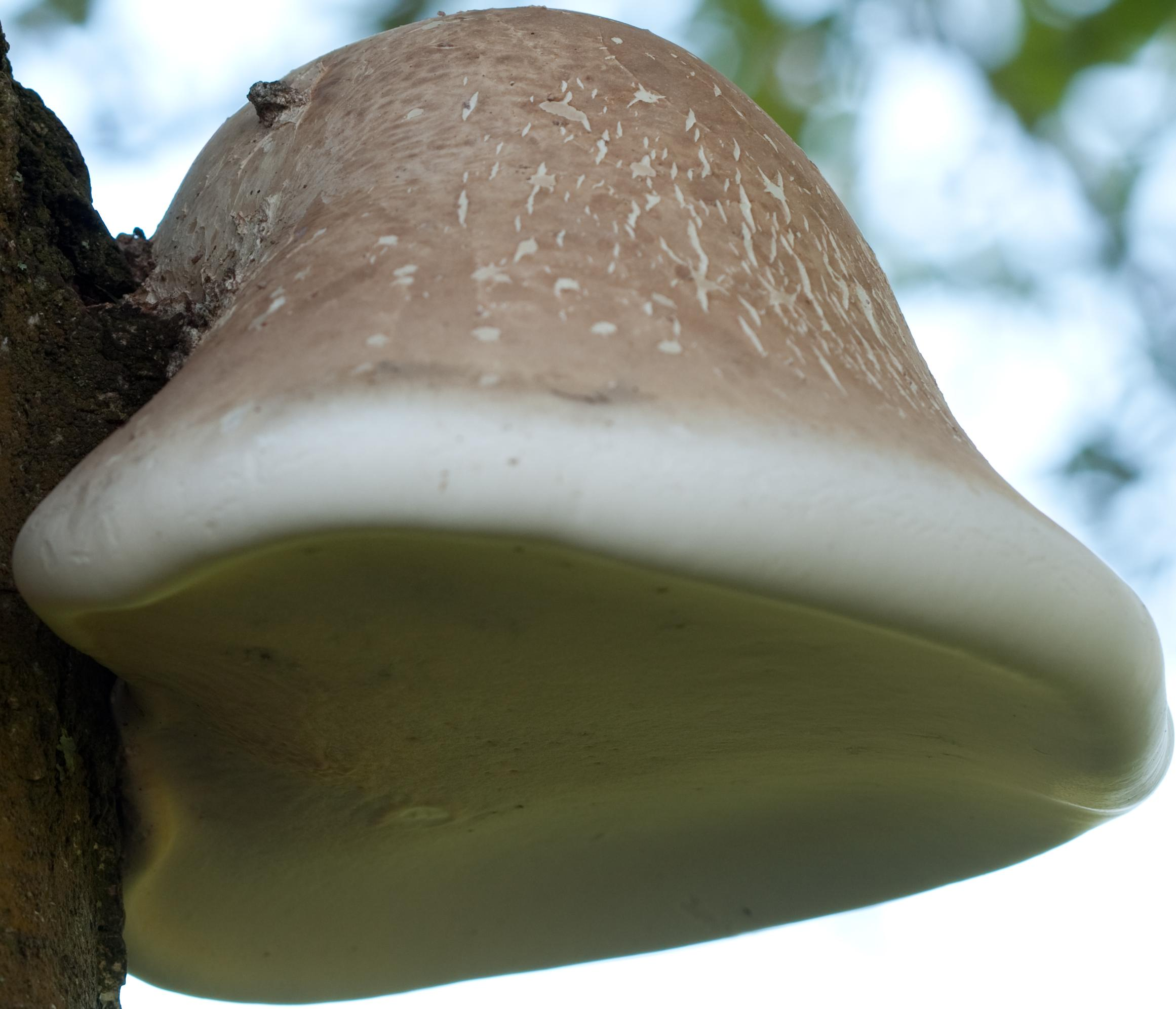
Kifejlett példány

A gomba egyéves termőtestei rendszerint félkör vagy vese alakúak, hátul vastag, rövid, tönkszerű függelékkel rögződnek a fák kérgéhez. Felül párnásan boltozatosak, szélük lekerekített, és lefelé a termőrétegre húzódik. Felületük kopasz, sima, körkörös sávokra nem tagolt, először fehéres, majd szürkésbarna, barna színű, idős korban gyakran felrepedezik, és vékony, bőrszerű kéreg vonja be, amely lehúzható. A termőtestek általában 5-20, néha 30 centiméter szélesek, a fa törzsétől 7-15 centiméternyire állnak el, vastagságuk 2-5 centiméter.

## Életmódja
A nyírhez erősen kötődik, más fafajokon eddig még nem találták meg. Mindenekelőtt idősebb vagy legyengült fákat támad meg, többnyire az ágcsonkokon keresztül hatol be a törzsbe. A gomba kifejlődéséhez minden valószínűség szerint magasabb lég-, illetve fanedvesség szükséges, amit leginkább láperdőkben, nyírligetekben vagy bükkösökben talál meg, ahol a nyíreket más fafajok túlnövik és beárnyékolják. Egészséges vagy szárazabb helyen álló nyíreket, például utcai fákat alig támad meg.

## Felhasználhatósága
A nyírfatapló fiatalon ehető, idős korban azonban keserű és élvezhetetlen.